# Аббасова, Ханум Мамед кызы
Ханум Мамед кызы Аббасова (азерб. Xanım Məhəmməd qızı Abbasova; 1906, Джебраильский уезд — 2 октября 1966, Агдамский район) — советский азербайджанский виноградарь, Герой Социалистического Труда (1950).

## Биография
Родилась в 1906 году в селе Каджар Джебраильского уезда Елизаветпольской губернии (ныне Физулинский район Азербайджана).
Работала звеньевой в виноградарском совхозе имени Натаван (бывший совхоз имени Берия) Агдамского района. В 1949 году получила урожай в 172,1 центнера винограда с гектара на площади 3 гектара.
Указом Президиума Верховного Совета СССР от 4 сентября 1950 года за получение высоких урожаев винограда на поливных виноградниках в 1949 году Аббасовой Ханум Мамед кызы присвоено звание Героя Социалистического Труда с вручением ордена Ленина и золотой медали «Серп и Молот».
Скончалась 2 октября 1966 года в городе Агдам Агдамского района.